# Johnny Cubero
Johnny Cubero Quesada (Grecia, 23 de febrero de 1976) es un exfutbolista costarricense jugaba en la posición de Delantero, actualmente en el presente 2024 ocupa el cargo de director deportivo en el Xelajú MC de la Liga Nacional de Guatemala.

## Trayectoria
Aunque Cubero tuvo un buen paso por clubes importantes de su natal Costa Rica tales como, Alajuelense, Municipal Puntarenas, Municipal Grecia, San Carlos, etc, fue en la Liga Nacional de Guatemala donde tuvo su mejor participación a nivel clubes, saliendo campeón con equipos como Comunicaciones y Xelajú. En Guatemala también paso por otros equipos tanto de Liga mayor como de primera división.
Aunque Cubero se retiró oficialmente en 2016 en el Municipal San Ramón, siguió jugando en equipos de la tercera división de Costa Rica aunque no de forma profesional, si no por "Hobby" como el mismo lo comentó en 2019.

## Selección nacional

### Partidos
Ha disputado un total de 4 partidos con la selección costarricense, de los cuales ganó uno, empató dos y perdió uno. Fue titular en un partido mientras que entró como suplente en otros tres. No registra anotaciones.
| Partidos | Partidos  | Partidos  | Partidos              | Partidos                      | Partidos        | Partidos | Partidos                | Partidos         | Partidos |
| N°       | Rival     | Resultado | Fecha                 | Lugar                         | Competencia     | Goles    | Cambio                  | DT               |          |
| -------- | --------- | --------- | --------------------- | ----------------------------- | --------------- | -------- | ----------------------- | ---------------- | -------- |
| 1        | Panamá    | 0:1 (0:0) | 23 de febrero de 2005 | Ciudad de Guatemala Guatemala | Copa Uncaf 2005 | -        | -                       | Jorge Luis Pinto |          |
| 2        | Honduras  | 1:1 (0:0) | 27 de febrero de 2005 | Ciudad de Guatemala Guatemala | Copa Uncaf 2005 | -        | 65' por Géiner Segura   | Jorge Luis Pinto |          |
| 3        | Haití     | 1:1 (0:0) | 9 de junio de 2007    | Miami Estados Unidos          | Copa Oro 2007   | -        | 78' por Rolando Fonseca | Hernán Medford   |          |
| 4        | Guadalupe | 0:1 (0:1) | 11 de junio de 2007   | Miami Estados Unidos          | Copa Oro 2007   | -        | 62' por Álvaro Saborío  | Hernán Medford   |          |

### Participaciones en Copa Oro
| Copa Oro      | Sede           | Resultado        |
| ------------- | -------------- | ---------------- |
| Copa Oro 2007 | Estados Unidos | Octavos de final |

## Clubes
| Club                 | País       | Año         |
| -------------------- | ---------- | ----------- |
| Municipal Puntarenas | Costa Rica | 1996 - 1997 |
| Alajuelense          | Costa Rica | 1997 - 2001 |
| San Carlos           | Costa Rica | 2001 - 2002 |
| Alajuelense          | Costa Rica | 2002 - 2003 |
| CSD Comunicaciones   | Guatemala  | 2003 - 2005 |
| Xelajú MC            | Guatemala  | 2005 - 2010 |
| Santos de Guápiles   | Costa Rica | 2010        |
| CSD Suchitepéquez    | Guatemala  | 2010        |
| Deportivo Mictlán    | Guatemala  | 2011        |
| CSD Suchitepéquez    | Guatemala  | 2012        |
| Deportivo Ayutla     | Guatemala  | 2012        |
| Juventud Escuintleca | Guatemala  | 2013        |
| Deportivo Ayutla     | Guatemala  | 2013        |
| Juventud Escuintleca | Guatemala  | 2013        |
| CSD Coatepeque       | Guatemala  | 2014        |
| Deportivo Mictlán    | Guatemala  | 2014 - 2015 |
| Municipal Grecia     | Costa Rica | 2015 - 2016 |
| Municipal San Ramón  | Costa Rica | 2016        |
| Rosario de Naranjo   | Costa Rica | 2019 - 2020 |

### Director deportivo
| Club      | País      | Año      |
| --------- | --------- | -------- |
| Xelajú MC | Guatemala | 2024-act |

## Palmarés

### Campeonatos nacionales
| Título                           | Club                       | País       | Año           |
| -------------------------------- | -------------------------- | ---------- | ------------- |
| Primera División de Costa Rica   | Liga Deportiva Alajuelense | Costa Rica | 2000          |
| Primera División de Costa Rica   | Liga Deportiva Alajuelense | Costa Rica | 2001          |
| Torneo Clausura 2003 (Guatemala) | Comunicaciones             | Guatemala  | Clausura 2003 |
| Torneo Clausura 2007 (Guatemala) | Xelajú MC                  | Guatemala  | Clausura 2007 |

#### Títulos internacionales
| Título               | Equipo                  | Sede      | Año  |
| -------------------- | ----------------------- | --------- | ---- |
| Copa Centroamericana | Selección de Costa Rica | Guatemala | 2005 |

### Títulos nacionales
| Título                           | Club      | País      | Año           |
| -------------------------------- | --------- | --------- | ------------- |
| Torneo Apertura 2024 (Guatemala) | Xelajú MC | Guatemala | Apertura 2024 |